# Wasted Years
"Wasted Years" é o single lançado pela banda de heavy metal Iron Maiden e o primeiro do álbum Somewhere in Time. Lançado em 1986, foi o primeiro single escrito pelo guitarrista Adrian Smith sozinho.

## Lado B
A música "Reach Out", provavelmente a música mais comercial já gravada pela banda, foi cantada por Adrian Smith, com Bruce Dickinson cantando as vozes de fundo. Adrian Smith também é responsável por todas as guitarras e pelo baixo gravado. Anos mais tarde a música foi finalmente registrada pelo seu compositor, Dave Colwell (amigo de Smith), em seu disco solo Guitars, Beers & Tears, em 2008.
A música "Sheriff of Huddersfield" é sobre a decisão do empresario do Iron Maiden, Rod Smallwood, de mudar para Los Angeles e comprar uma casa nas colinas de Hollywood. Aparentemente ele teve problemas para se adaptar ao novo estilo de vida em Los Angeles e de vez em quando reclamava para a banda sobre isso. O mais interessante é que Rod Smallwood não tinha conhecimento da música até ser lançada como single (a banda manteve segredo sobre a música).

## Faixas
1. "Wasted Years" (Adrian Smith) – 5:06
2. "Reach Out" (Dave Colwell) – 3:31
3. "Sheriff of Huddersfield" (Iron Maiden) – 3:35

- Reach Out fez parte do repertório de clássicos tocado nos comerciais de cigarros da Holywood.

## Formação
- Bruce Dickinson – vocal, vocal de apoio em "Reach Out"
- Dave Murray – guitarra
- Adrian Smith – guitarra, vocal de apoio, vocal em "Reach Out"
- Steve Harris – baixo, vocal de apoio
- Nicko McBrain – bateria